# Kap
Kap (das, lateinisch caput für Kopf, Spitze) bezeichnet eine auffällige oder scharfe Landspitze, die besonders an Gebirgsküsten gut ausgeprägt sein kann. Bis etwa Ende des 19. Jahrhunderts wurde die Bezeichnung Vorgebirge synonym verwendet.

## Wind und Strömung
An einem Kap auftreffende Winde oder Meeresströmungen werden durch Bündelung deutlich verstärkt. Sie ändern dabei auch ihre Richtung durch Ablenkung.

## Bekannte Kaps
Alphabetisch sortiert: 
- Kap Arkona, Rügen

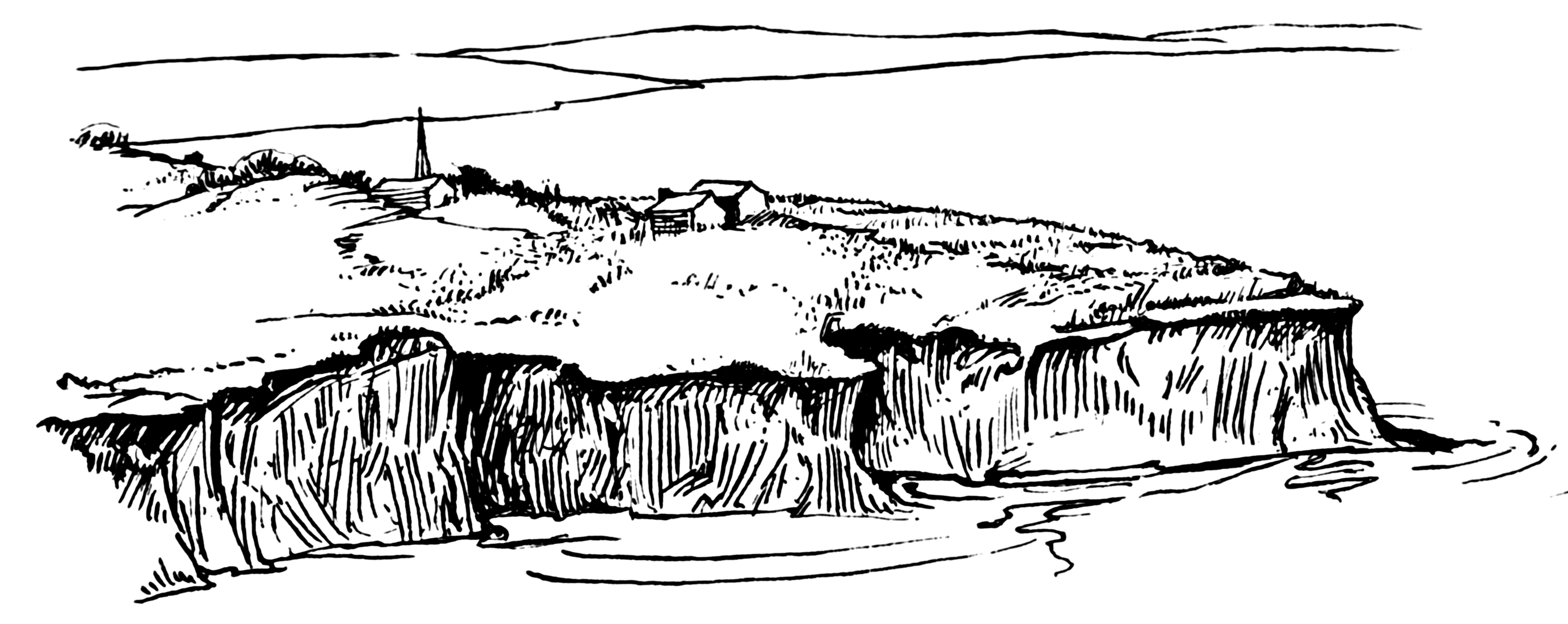
Kap

- Kap Agulhas, südlichster Punkt Afrikas
- Kap Baba, westlichster Punkt der Türkei bzw. Asiens
- Cap Bon, tunesische Halbinsel
- Cape Byron, östlichster Punkt des australischen Festlandes
- Cape Canaveral mit dem Weltraumbahnhof der USA an der Ostküste Floridas
- Cape Spear, östlichster Punkt des nordamerikanischen Kontinents
- Kap Deschnjow, nordöstlichster Punkt von Russland bzw. Asiens
- Kap Farvel, Südspitze Grönlands

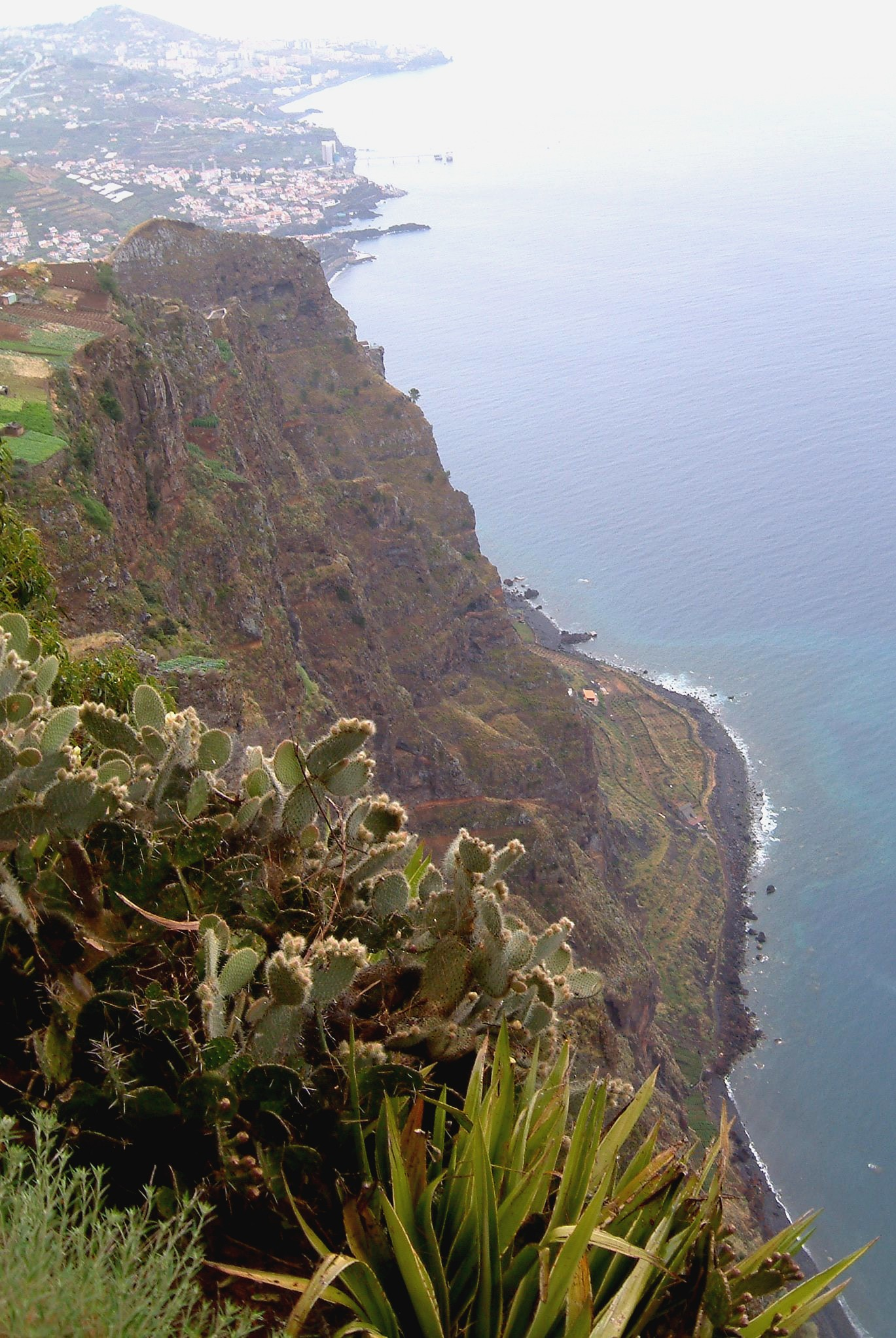
Madeira, Südküste: Cabo Girão

- Kap Finisterre, an der Westküste von Galicien, westlich von Santiago de Compostela (mittelalterliches Wallfahrtsziel)
- Cabo Girão, Madeira, Portugal
- Kap der Guten Hoffnung, Südende der Kaphalbinsel in der Nähe von Kapstadt in Südafrika
- Kap Hoorn, die südliche Landspitze von Südamerika
- Kap Komorin, südlichste Landspitze des indischen Subkontinents
- Kap Morris Jesup, Nordspitze Grönlands und nördlichste Landstelle der Erde
- Nordkap, Norwegen
- North Cape, nördlichster Punkt Neuseelands
- Cabo da Roca, westlichster Punkt des europäischen Kontinents
- Kap Skagen, nördlichster Punkt Dänemarks
- Kap Tenaro, südlichstes Kap des Balkan
- Kap Trafalgar, südliches Spanien
- Kap Tscheljuskin, Nord-Russland (Taimyr-Halbinsel) nördlichste Festlandstelle der Erde
- Cap Vert (Kap Verde), Westspitze Afrikas
- Key West, Südspitze Floridas
- Kap York, nördlichster Punkt Australiens

## Die fünf großen südlichsten Kaps

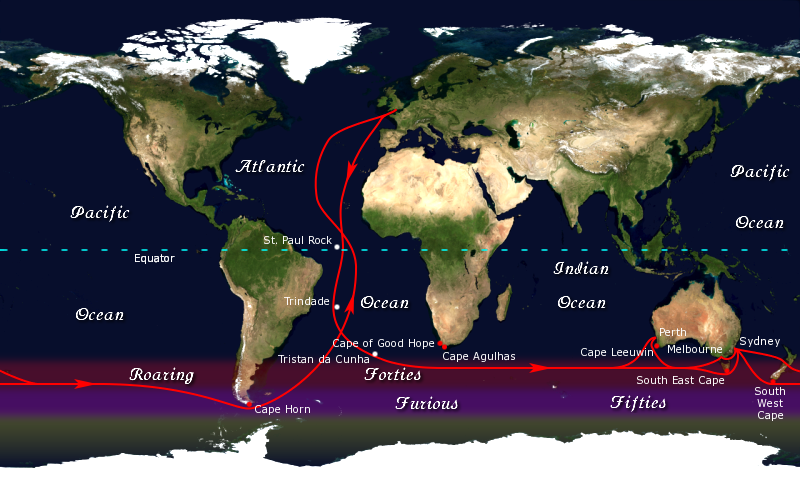
Lage der Roaring Forties und der benachbarten Zonen als Bestandteil der Clipperroute

Die traditionelle Klipperroute folgte den Winden der Roaring Forties (deutsch Brüllende oder Donnernde Vierziger) südlich der großen Kaps in der Region der Westwindzone zwischen 40 und 50 Grad südlicher Breite. Aufgrund der erheblichen Gefahren, die sie für die Schifffahrt darstellten, wurden die „Great Capes“ zu wichtigen Meilensteinen in der Seefahrt.
Heute spielen die „Great Capes“ eine herausragende Rolle bei Hochsee-Yachtrennen und Weltumsegelungen wie beispielsweise dem Vendée Globe oder der Jules Verne Trophy. Viele Rennen und Einzelsegler folgen der Klipperroute. Eine Umrundung über die großen Kaps gilt als herausragende seemännische Leistung.
In seinem Buch The Long Way versuchte der große französische Segler Bernard Moitessier (1925–1994), die Bedeutung der großen Kaps für einen Seemann auszudrücken:

„Die Geographie eines Seemanns ist nicht immer die des Kartographen, für den ein Kap ein Kap mit Breiten- und Längengrad ist. Für den Segler ist ein großes Cape sowohl ein sehr einfaches als auch ein äußerst kompliziertes Ganzes aus Felsen, Strömungen, brechender See und riesigen Wellen, schönen Winden und Stürmen, Freuden und Ängsten, Müdigkeit, Träumen, schmerzenden Händen, leeren Mägen, wunderbaren Momenten, und manchmal leiden. Ein großartiges Cape kann für uns nicht allein in Längen- und Breitengraden ausgedrückt werden. Ein toller Umhang hat eine Seele, mit sehr weichen, sehr heftigen Schatten und Farben. Eine Seele so glatt wie die eines Kindes, so hart wie die eines Kriminellen. Und deshalb gehen wir.“

Andere südliche Kaps markieren bedeutende Passagen durch die südlichen Ozeane. Die fünf südlichsten Kaps beziehen sich auf die fünf geographisch südlichsten Festland- (oder großen Insel-) Punkte auf der Erde.
| Name            | Land       | Koordinaten            | Anmerkungen |
| --------------- | ---------- | ---------------------- | --- |
| Kap Hoorn       | Chile      | 55°58′45″S 067°16′30″W | Hornos-Insel; südlichster Punkt der Tierra del Fuego Inseln in Südamerika und der offiziellen Teilungspunkt zwischen dem Atlantischen- und Pazifischen Ozean. Liegt etwa 2 Grad der Breite weiter nach Süden als das chilenische Kap Froward, der südlichsten Punkt auf dem Festland von Südamerika, in der Magellanstraße.       |
| Kap Agulhas     | Südafrika  | 34°50′00″S 20°00′00″E  | Kap Agulhas kommt aus dem Portugiesischen „Cabo das Agulhas“, für „Kap der Nadeln“; südlichster Punkt Afrikas und offizieller Trennpunkt zwischen dem Atlantischen Ozean und dem Indischen Ozean. Etwa 29 Minuten von Breitengraden südlicher als das am häufigsten genannte Kap der Guten Hoffnung.                              |
| Westkap Howe    | Australien | 35°8′0″S 117°38′15″E   | (West Cape Howe), besteht aus drei „Köpfen“, wobei der östlichste „Torbay Head“ der südlichste Punkt des Festlandes von Westaustralien ist. Etwa 46 Minuten von Breitengraden weiter südlich als das bekanntere Kap Leeuwin. |
| Südostkap       | Australien | 43°38′30″S 146°49′45″E | (South East Cape), südlichster Punkt der Hauptinsel Tasmaniens, etwa 4° 30′ weiter südlich als South Point auf der Wilsons Promontory Halbinsel in Victoria. South Point, Victoria ist der südlichste Festlandpunkt Australiens, auf der Nordseite der Bass-Straße, die Tasmanien vom südöstlichen australischen Festland trennt. |
| Südkap / Whiore | Neuseeland | 47°17′15″S 167°32′15″E | (South Cape), in der Sprache der Māori Whiore genannt, südlichster Punkt von Stewart Island/Rakiura und der südlichste Punkt der Hauptinseln Neuseelands. Etwa 37 Minuten von Breitengraden südlicher als Slope Point, dem südlichsten Punkt der Südinsel.                                                                        |